# Боровиков, Илья Павлович
Илья Павлович Боровиков (род. 23 июля 1975, Москва) — российский писатель, фантаст, искусствовед. Лауреат литературной премии «Заветная мечта». Коллекционер, автор ряда культурологических проектов. Краевед, участник общественного движения за сохранение исторического облика Москвы.

## Биография
Илья Павлович Боровиков родился 23 июля 1975 года в Москве. В 2001 году окончил МГУ им. Ломоносова (исторический факультет, кафедра «История искусства», специализация «Древнерусское искусство»).
В 2001—2002 — ведущий сотрудник аукционного дома «Гелос». В 2002—2007 — руководитель отдела иконописи аукционного дома «Гелос».
В 2007 году дебютный роман И. П. Боровикова «Горожане солнца» получил премию «Заветная мечта».
C 2007 года И. П. Боровиков — независимый эксперт по древнерусской живописи, коллекционер. Участник Антикварных салонов (Проект «Галерея Туземной иконы» удостоен диплома за лучшую экспозицию иконописи 29 Всероссийского Антикварного салона), выставок икон. Автор ряда статей в журнале «Антиквариат — предметы искусства и коллекционирования», автор оригинальных экскурсий в Музее имени Андрея Рублёва.
В 2012 году вышла книга «Сказки про иконы», сочетающая тексты и авторские фотографии.
В 2016 году скандал с изразцами в строительной траншее, найденными И. П. Боровиковым, привёл к широкому общественному резонансу и судебному процессу.
В 2019 году вышел второй роман И. П. Боровикова — «Забвения».

## Литературное творчество

### Роман «Горожане солнца»
На детский взгляд — весёлая история о поисках волшебных ёлочных игрушек, на взрослый — набор фантасмагорий и притч с открытым финалом. Сказочный формат, насыщенный неожиданными метафорами язык, длинное путешествие по сюжетам — часть читателей сочла текст слишком сложным.
Роман получил благосклонные отзывы. Похвалы касались яркости восприятия книги, сомнения высказывались по части сюжетной цельности и многозначительности. Часть рецензентов не смогла определиться, считать ли книгу детской или взрослой, приключенческой или философской, исполненной аллюзий, понятных в среднем и старшем возрастах.

 Книга о любви и о детстве. О той любви, которая бывает только в детстве, и о детстве, которое никуда от нас не ушло. — Г. Бондаренко о романе «Горожане солнца» 

 Читатель оказывается заворожённым самим языком и ритмическим рисунком произведения, напоминающим легко волнующееся водное пространство. Язык в романе отличается невероятной образностью. Создаётся ощущение, что он, как инопланетный Солярис, по своей воле производит на свет персонажей.— М. Аромштам о романе «Горожане солнца» 
В 2007 году роман получил премию «Заветная мечта».

### Роман «Забвения»
Благополучный обитатель Гармонии, в которой принято избавляться от воспоминаний, попадает в Забвению — на загадочную и запретную территорию, где проявляются смутные образы переписанного прошлого.
Отклики на роман противоречивы, от разгромных до восторженных. Часть обозревателей заметила, что книгу хорошо приняла интеллектуальная часть читателей, склонных привносить в художественные тексты свои смыслы и символы. Любители быстрого чтения простых сюжетов остались разочарованы.

 Это сказка, жестокая, умная, очень неожиданная. Забвения — не множественное число, а название страны, в которой все происходит. С языком Боровиков творит чудеса, у него множество неожиданных сравнений и перевернутых общих мест, и вдобавок у книги такой готический колорит, такая атмосфера ужаса и веселья, что интересна она будет прежде всего умным детям. Взрослым тоже, но умных взрослых меньше. — Дмитрий Быков о романе «Забвения» 

### Литературные премии и номинации
- 2007 — Премия «Заветная мечта», роман «Горожане солнца» (2-е место)
- 2018 — Премия «Новые Горизонты», роман «Забвения», номинация
- 2018 — АБС-премия, роман «Забвения», номинация

## Общественная деятельность

### Скандал с изразцами XVII века
Осенью 2016 года И. П. Боровиков опубликовал в социальных сетях пост с фотографиями изразцов XVII—XVIII века, найденными в строительной траншее в центре Москвы, на Гончарной улице. Часть изразцов оказалась ценными историко-культурными артефактами музейного уровня и хорошей сохранности. Строительные работы должны были уничтожить следы старинной керамической мастерской, что вызвало широкий общественный резонанс.
В результате поднятой в прессе шумихи И. П. Боровиков был привлечён к ответственности за незаконное извлечение археологических предметов. Замоскворецкий суд г. Москвы признал историка виновным по ч.1 ст. 7.15 Кодекса Российской Федерации об административных правонарушениях. Найденные изразцы были конфискованы и переданы в ГБУ "Музейное объединение «Музей Москвы», И. П. Боровиков был оштрафован на 1500 рублей.
Мнения городских властей, любителей старины, археологов и широкой общественности разделились. Боровикова называли и чёрным копателем, незаконно завладевшим ценными предметами старины, и спасителем национального достояния, обречённого сгинуть под ковшами экскаваторов. История способствовала всплеску интереса к поискам старинных предметов в траншеях и строительных котлованах.